# 比特勒奈姆
比特勒奈姆（法語：Bietlenheim，法語發音：[bitlənaim] ⓘ）是法国下莱茵省的一个市镇，属于阿格诺-维桑堡区。

## 地理
比特勒奈姆}（48°43'10"N, 7°46'53"E）面积2.13 平方千米，位于法国大東部大區下莱茵省，该省份为法国大陆部分最东部的省份，是阿尔萨斯的一部分，今与上莱茵省组成了阿尔萨斯欧洲集体，其南至上莱茵省，西南接孚日省和默尔特-摩泽尔省，西接摩泽尔省，北与德国接壤，东侧沿莱茵河与德国相望。
与比特勒奈姆}接壤的市镇（或旧市镇、城区）包括：热代尔坦、厄尔特、屈尔特藏乌斯、韦埃尔桑。
比特勒奈姆}的时区为UTC+01:00、UTC+02:00（夏令时）。

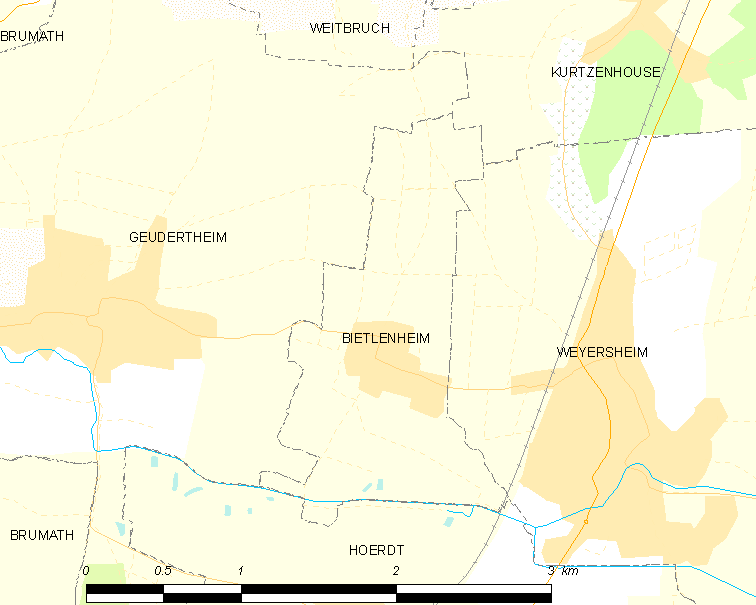
比特勒奈姆}的OSM定位图

## 行政
比特勒奈姆}的邮政编码为67720，INSEE市镇编码为67038。

## 政治
比特勒奈姆}所属的省级选区为布吕马特县。

## 人口

1962-2008年间比特勒奈姆}人口变化图示

比特勒奈姆}于2022年1月1日时的人口数量为317人。